# Lionheart (Saxon)
Lionheart è il sedicesimo album dei Saxon, uscito il 28 settembre 2004 per l'etichetta discografica Steamhammer/SPV GmbH.

## Tracce
1. Witchfinder General – 4:49
2. Man and Machine – 3:28
3. The Return – 1:18
4. Lionheart – 6:04
5. Beyond the Grave – 4:55
6. Justice – 4:26
7. To Live by the Sword – 4:10
8. Jack Tars – 0:57
9. English Man 'O' War – 4:08
10. Searching for Atlantis – 5:54
11. Flying on the Edge – 4:54

## Formazione
- Biff Byford - voce
- Paul Quinn - chitarra
- Doug Scarrat - chitarra
- Nibbs Carter - basso, tastiere
- Jörg Michael - batteria

### Altri musicisti
- Chris Stubley - tastiere nel brano Lionheart